# Mixophyes fasciolatus
Mixophyes fasciolatus es una especie de anfibio anuro de la familia Myobatrachidae.

## Distribución geográfica
Esta especie es endémica de la costa este de Australia. Habita desde el sureste de Queensland hasta el centro-este de Nueva Gales del Sur.

## Descripción
Mixophyes fasciolatus mide hasta 80 mm. Su dorso es marrón oliva. Sus flancos tienen pequeñas manchas redondas de color marrón o negro. Su vientre es blanco. Las gargantas de los machos son parduzcas.

## Publicación original
- Günther, 1864 : Third contribution to our knowledge of batrachians from Australia. Proceedings of the Zoological Society of London, vol. 1864, p. 46–49[6]